# Miacis
Il miacide (gen. Miacis) è un genere estinto di Mammiferi carnivori, vissuti tra il tardo Paleocene e l'Eocene (55,8-33,9 milioni di anni fa). I suoi resti sono stati ritrovati in Europa e Nordamerica.

## Il carnivoro più primitivo
Della taglia di una martora (circa 30 centimetri di lunghezza), il miacide è considerato uno dei più antichi e primitivi tra tutti i carnivori. Possedeva ancora caratteristiche arcaiche simili a quelle dei suoi antenati Creodonti, come un cranio basso e lungo, un corpo allungato e zampe corte. Anche la formula dentaria a 44 denti era tipica delle più antiche forme carnivore, ma questa caratteristica si è poi evoluta nell'ultima specie comparsa, il Miacis cognitus (ritrovato unicamente a Reeves Bonebed in Texas) che ne presenta solo 42, approfittando della riduzione di 2 premolari (tratto riconoscibile di tutte le successive forme di carnivori).
Varie caratteristiche, però, sono evolute: la pelvi era simile a quella dei canidi e le vertebre erano specializzate; inoltre gli artigli erano protrattili e le orbite erano costruite in modo tale da fornire all'animale una visione binoculare, fondamentale per la caccia e la vita arborea. Sembra inoltre che il miacide e le forme a esso imparentate fossero forniti di un cervello più grande di quello dei creodonti; è possibile che l'aumentata intelligenza sia stata un fattore determinante nello sviluppo dei miacidi, che diedero origine alle varie famiglie di carnivori attuali.

## Diffusione e specie
Primo esponente della famiglia Miacidi ad essere scoperto da Edward Cope sin dal 1872, ha poi finito per essere la specie simbolo di tutta la famiglia e ad attribuirne il nome iniziale a tutti gli esemplari scoperti. A tutt'oggi c'è ancora discordanza tra gli studiosi sull'appartenenza di alcune specie al genere Miacis o a nuove classificazioni.
Le prime specie conosciute risalgono agli inizi dell'Eocene (55,8 milioni di anni fa) e sono state ritrovate nello stato del Wyoming: nel bacino del Bighorn sono emerse dentature di M. rosei e M. deutschi (assieme a resti di Uintacyon gingerichi e Vassacyon bowni) considerate basali dell'intero genere. Le loro ridotte dimensioni rispetto alle forme successive avvalorano l'ipotesi che il riscaldamento globale verificatosi nel primo Eocene abbia favorito il fenomeno del "nanismo" nelle specie.
Dello stesso periodo sono anche M. petilus e M. igniculus ritrovato a Red Hot nello stato del Mississippi.
Le specie successive raggiungono Colorado e Utah e in depositi risalenti a 50,3 milioni di anni fa troviamo esponenti delle specie M. exiguus, M. latidens e M. parvivorus.
Risalgono invece al medio Eocene di 48,6 milioni di anni fa i resti fossili ritrovati in Cina e ascritti alle specie M. boqinghensis, M. invictus e M. lushiensis.
46,2 milioni di anni compaiono invece specie californiane come M. hookwayi, M. medius e forme inizialmente attribuite al genere Miacis salvo essere poi attribuite a nuovi generi Harpalodon sylvestris e Prodaphaenus uintensis. Tuttora dibattuta è l'assegnazione a Miacis delle specie M. gracilis e M. washakius.
Si riducono infine alla sola presenza texana la diffusione delle ultime specie di Miacis, M. australis e M. cognitus classificate da E.P. Gustafson nel 1986.